# 瑪麗-阿斯特麗德公主 (盧森堡)
盧森堡的瑪麗-阿斯特麗德（法語：Marie-Astrid de Luxembourg，1954年2月17日—），前任卢森堡大公让的长女，现任卢森堡大公亨利的姐姐。

## 家庭
1982年，瑪麗-阿斯特麗德與末代奧地利皇帝卡爾一世的孫子卡爾·克里斯蒂安大公結婚。1983年，瑪麗-阿斯特麗德的舅舅比利時國王博杜安將卡爾·克里斯蒂安大公及其後代併入比利時貴族，頭銜為尊貴的殿下（His Serene Highness Prince (or Princess) of Habsburg-Lorraine）哈布斯堡-洛林王子/公主，所以卡爾·克里斯蒂安其王子頭銜在比利时為合法頭銜。
兩人共有3子2女：
1. 瑪麗·克莉絲汀（1983年出生）
2. 伊姆雷（1985年出生）
3. 克里斯托夫（1988年出生）
4. 亞歷山大（1990年出生）
5. 加布里埃拉（1994年出生）